# 화순 포충사지
화순 포충사지는 대한민국 전라남도 화순군 한천면 모산리에 있다. 2013년 12월 12일 화순군의 향토문화유산 제60호로 지정되었다.